# Narodowe Siły Zbrojne (pismo)
Narodowe Siły Zbrojne – oficjalny centralny organ prasowy Narodowych Sił Zbrojnych, dwutygodnik, wychodził od 15 września 1943 r. do poł. grudnia 1944 r.
Było kontynuacją pisma „Naród i Wojsko”. Wydawał je Oddział VI Oświatowo-Wychowawczy (Służba Oświatowo-Wychowawcza) KG NSZ z przeznaczeniem dla oddziałów partyzanckich. Zawierało informacje wojskowe, relacje z akcji przeprowadzonych przez oddziały oraz rozkazy i inne dokumenty organizacyjne KG NSZ. Po rozłamie w NSZ na tle scalenia z AK w kwietniu 1944 r., pismo przejęły struktury NSZ-ZJ.
NSZ scalone z AK zaczęły wydawać własny biuletyn pt. „Narodowe Siły Zbrojne”, który – w stosunku do poprzedniego – miał nieznacznie zmienioną winietę i podtytuł Organ Komendy Głównej NSZ. W celu zachowania ciągłości numeracji pisma sprzed rozłamu, rozpoczęto jego wydawanie od nr. 7, który ukazał się 15 czerwca 1944 r. Miesiąc później wyszedł następny numer oraz dodatek nadzwyczajny poświęcony wejściu w skład NSZ-AK oddziałów organizacji Miecz i Pług. Podczas powstania warszawskiego pismo nie ukazywało się, jednak KG NSZ-AK utrzymywało, że w dalszym ciągu jest to jedyny centralny organ prasowy NSZ.